# جين كورتيز
جين كورتيز (بالإنجليزية: Jayne Cortez)‏ هي كاتِبة ومؤلفة وشاعرة أمريكية، ولدت في 10 مايو 1934 في حصن هواشوكا في الولايات المتحدة، وتوفيت في 28 ديسمبر 2012 في مانهاتن في الولايات المتحدة.

## وصلات خارجية
- الموقع الرسمي
- جين كورتيز على موقع IMDb (الإنجليزية)
- جين كورتيز على موقع الموسوعة البريطانية (الإنجليزية)
- جين كورتيز على موقع ميوزك برينز (الإنجليزية)
- جين كورتيز على موقع أول ميوزيك (الإنجليزية)
- جين كورتيز على موقع ديسكوغز (الإنجليزية)